# 沼田嘉一郎
沼田 嘉一郎（ぬまた かいちろう、1878年〈明治11年〉8月 - 1937年〈昭和12年〉11月13日）は、日本の商人（皮革商）、政治家、会社役員。衆議院議員（当選3回）。大阪市会議員。西浜土地建物常務取締役。族籍は大阪府平民。

## 経歴
大阪府・沼田勇吉の長男。大阪市生まれ。母親の里である和歌山県西牟婁郡朝来村に幼少時代を過ごす。1885年、先代ミワの養子となり後家督を相続する。
漸次家運を隆興に導き、財を積む。1904年、南区の青年会から推されて区会議員になる。1913年、選ばれて市会議員の要職に就く。1924年、衆議院議員に当選。政友本党、立憲政友会に所属。
西浜土地建物会社重役、都市計画大阪地方委員会委員、宅地賃貸価格調査委員、国勢調査委員、中央市場設置調査委員、大阪府方面委員常務委員理事、借地借家調停委員等に推される。

## 人物
寺田蘇人著『部落の人豪』に大阪市の部落有力者として沼田嘉一郎の名前が挙げられ、「頭脳明敏にして其の辣腕快刀乱麻を断つの概あり」と評されている。
嘉一郎の幼い頃、家は豊かではなかった。幼い頃より父祖の業に携わっていたので、学ぶべき暇はなく、何ら数えるべき学歴は有していない。小学校の課程を終えたのみで、余は独学独行する。
宗教は真宗。趣味は銃猟。大阪府在籍で、住所は大阪市浪速区西浜南通三丁目（現・浪速西）。東京宅は東京市赤坂区新坂町。

## 家族・親族
沼田家
- 父・勇吉（皮革商[18]、鹿皮製造販売業[19]、沼田製造所所主[注 1]） - 衆議院議員南区選挙有権者である[21]。
- 妻・規恵子[4]（あるいはキエ[11][13][14]、1882年 - ?、大阪、清水喜一郎の二女[11][13]、あるいは清水喜十郎の養子[14][15]）
- 長男（1909年 - ?）[13]
- 二男（1912年 - ?、大阪、成瀬亦次郎の養子となる）[13]
- 長女（1904年 - ?、奈良、米田庄吉の長男正一の妻）[12][14]
- 二女（1905年 - ?、大阪、井野豊一の養子となる）[14]
- 三女（1913年 - ?）[13]
- 四女（1915年 - ?）[12][13]
- 六女（1921年 - ?）[12][13]
- 七女[15]